# Zoe Mavroudi
Zoe Mavroudi, née à Chypre, est une actrice, dramaturge, scénariste et réalisatrice grecque. Elle écrit et joue en anglais.

## Biographie
Zoe Mavroudi est diplômée du Conservatoire d'Athènes et de l'American Academy of Dramatic Arts de New York.
Sa première pièce Beauty is Prison-Time est un solo qu'elle joue à Londres. Elle est remarquée par la critique et reçoit plusieurs nominations. Elle poursuit sa carrière aux États-Unis avec The Stenographer.
En 2013, elle réalise un documentaire Ruins qui retrace la politique sanitaire de la Grèce en 2012. En mai 2012, des femmes sont arrêtées, testées de force au HIV. Celles qui sont positives sont inculpées. Leur identité et leur statut de séropositivité sont publiées et montrées à la télévision. Ces femmes sont présentées comme des étrangères à abattre, des sorcières à brûler sur la place publique. Zoe Mavroudi retrouve ces femmes, elle interviewe juriste, médecin, journaliste. Une seule est en situation de prostitution. Ces femmes sont des personnes en grande précarité sans abri, dans un état de dépendance à la drogue, d'origines grecques.

## Pièces et scénarios
- Beauty is Prison-Time
- The Stenographer, 2011
- Amazona, 2012
- Safeword, 2013

## Réalisations
- All the Women I've Loved, 2004
- Ruins, chronique d'une chasse aux sorcières séropositives, 53 min, 2013

## Prix
- nouvelle dramaturge la plus prometteuse, pour The Stenographer, 2011
- meilleure performance féminine, pour The Stenographer, 2011
- prix du meilleur scénario pour Safeword, Festival du film indépendant de Berlin, 2013
- prix du meilleur scénario pour Amazona, Festival international du film Evolution, 2012, Palma De Mallorca